# Блювас, Георгий Георгиевич
Георгий Георгиевич Блювас (1885—27 октября 1949, Ленинград) — российский советский конькобежец и велосипедист. Заслуженный мастер спорта СССР (конькобежный и  велосипедный спорт).